# Baron Shaughnessy

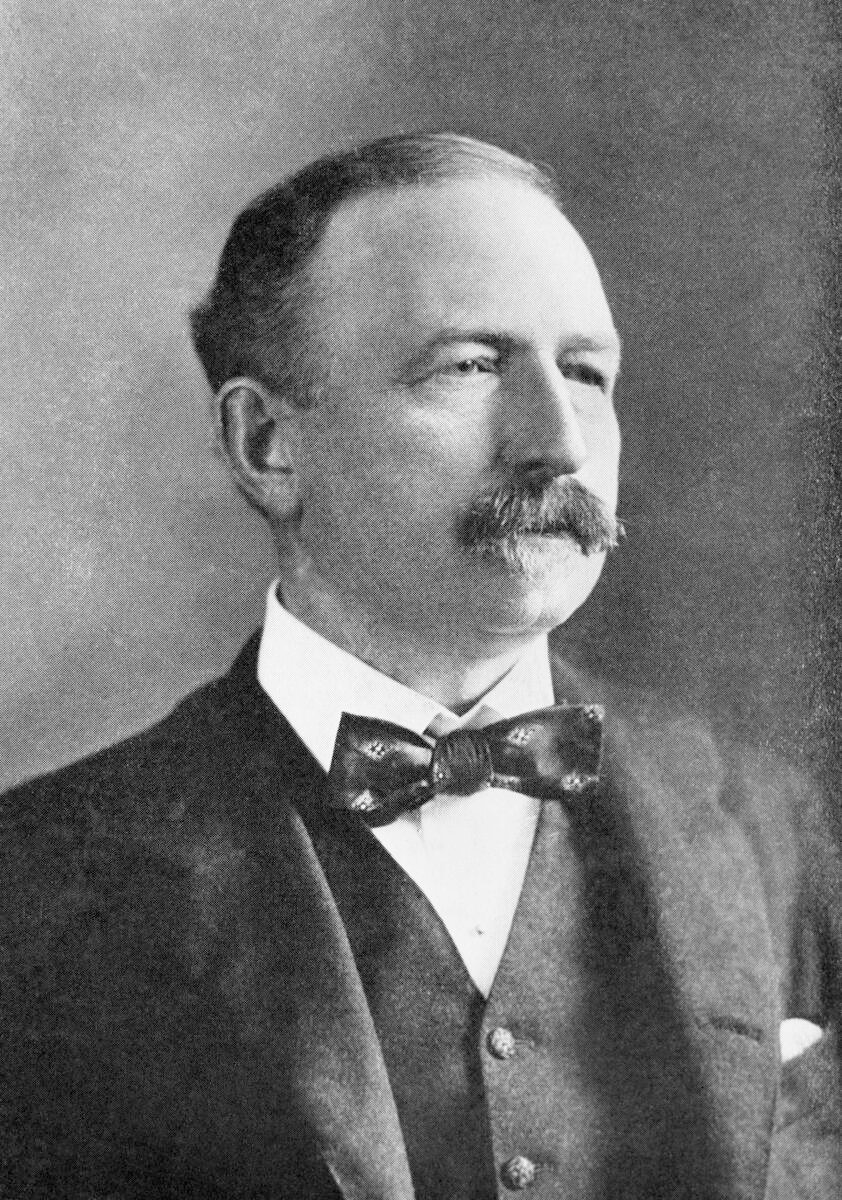
Thomas Shaughnessy, 1. Baron Shaughnessy

Baron Shaughnessy, of the City of Montreal in the Dominion of Canada and of Ashford in the County of Limerick, ist ein erblicher britischer Adelstitel in der Peerage of the United Kingdom.

## Verleihung
Der Titel wurde am 25. Januar 1916 für den kanadischen Eisenbahnunternehmer Sir Thomas Shaughnessy geschaffen. Er war von 1899 bis 1918 Präsident der Canadian Pacific Railway und sorgte insbesondere dafür, dass die Gesellschaft die kanadischen Kriegsanstrengungen im Ersten Weltkrieg unterstützte.
Die Linie des ältesten Sohnes des ersten Barons erlosch 2007 mit dem Tod des Sohnes des dritten Barons, des vierten Barons. Der verstorbene Baron wurde von seinem Cousin zweiten Grades, dem fünften Baron und jetzigen Lord Shaughnessy, beerbt, der besser bekannt ist als der Schauspieler Charles Shaughnessy, Star der amerikanischen TV-Komödie „Die Nanny“ und der Seifenoper „Zeit der Sehnsucht“. Der verstorbene Vater des fünften Barons war Alfred Shaughnessy, ein Drehbuchautor und Produzent und Sohn des ehrenwerten Alfred Shaughnessy, des jüngeren Sohnes des ersten Barons. Der mutmaßliche Erbe des Titels ist David Shaughnessy, der jüngere Bruder des fünften Barons, eines Schauspielers und Produzenten. Es gibt keinen weiteren Erben, und der fünfte Baron und sein jüngerer Bruder haben nur Töchter, die nicht für die Titelerbe in Frage kommen.

## Liste der Barone Shaughnessy (1916)
- Thomas George Shaughnessy, 1. Baron Shaughnessy (1853–1923)
- William James Shaughnessy, 2. Baron Shaughnessy (1883–1938)
- William Graham Shaughnessy, 3. Baron Shaughnessy (1922–2003)
- Michael James Shaughnessy, 4. Baron Shaughnessy (1946–2007)
- Charles George Patrick Shaughnessy, 5. Baron Shaughnessy (* 1955)

Voraussichtlicher Titelerbe (Heir Presumptive) ist der jüngere Bruder des jetzigen Barons, David James Shaughnessy (* 1957).